# Grandview (Texas)
Grandview é uma cidade localizada no estado norte-americano de Texas, no Condado de Johnson.

## Demografia
Segundo o censo norte-americano de 2000, a sua população era de 1358 habitantes.
Em 2006, foi estimada uma população de 1567, um aumento de 209 (15.4%).

## Geografia
De acordo com o United States Census Bureau tem uma área de
4,4 km², dos quais 4,4 km² cobertos por terra e 0,0 km² cobertos por água. Grandview localiza-se a aproximadamente 211 m acima do nível do mar.

## Localidades na vizinhança
O diagrama seguinte representa as localidades num raio de 20 km ao redor de Grandview.